# Барзасский район
Барзасский район — административно-территориальная единица в составе Западно-Сибирского края, Новосибирской и Кемеровской областей РСФСР, существовавшая в 1936—1956 годах. Центр — пгт Барзас.
Барзасский район образован в составе Западно-Сибирского края 20 января 1936 года. В его состав вошли:
- из пригородной зоны города Кемерово: рабочий посёлок Барзас; Арсентьевский, Барановский, Бессоновский, Дмитриевский, Ермаковский, Подъяковский, Романовский сельсоветы;
- из Тайгинского района: Борисовский, Вотиновский с/с;
- из Ижморского района: Златогорский, Романовский, Тихевский с/с.

Вскоре из Кемеровского района в Барзасский был передан Борисовский 2-й с/с, переименованный в 1937 году в Кургановский.
В 1937 году Барзасский район вошёл в состав Новосибирской области.
В 1943 году Барзасский район вошёл в состав Кемеровской области. В том же году был образован р. п. Кургановка, а Кургановский с/с преобразован в Красногородский.
В 1946 году Златогорский, Романовский и Тихеевский с/с были переданы в новый Троицкий район.
В 1953 году были упразднены Бессоновский и Вотиновский с/с.
14 июня 1956 года Барзасский район был упразднён.